# Вересковые
Ве́ресковые, или Эриковые (лат. Ericaceae) — семейство двудольных растений порядка Верескоцветные. По современной классификации APG IV по состоянию на декабрь 2023 года в него включается 126 родов и 5 502 ботанических вида. Растения этого семейства распространены по всему земному шару (в тропиках — обычно в горах), не встречаясь лишь в степях и пустынях.

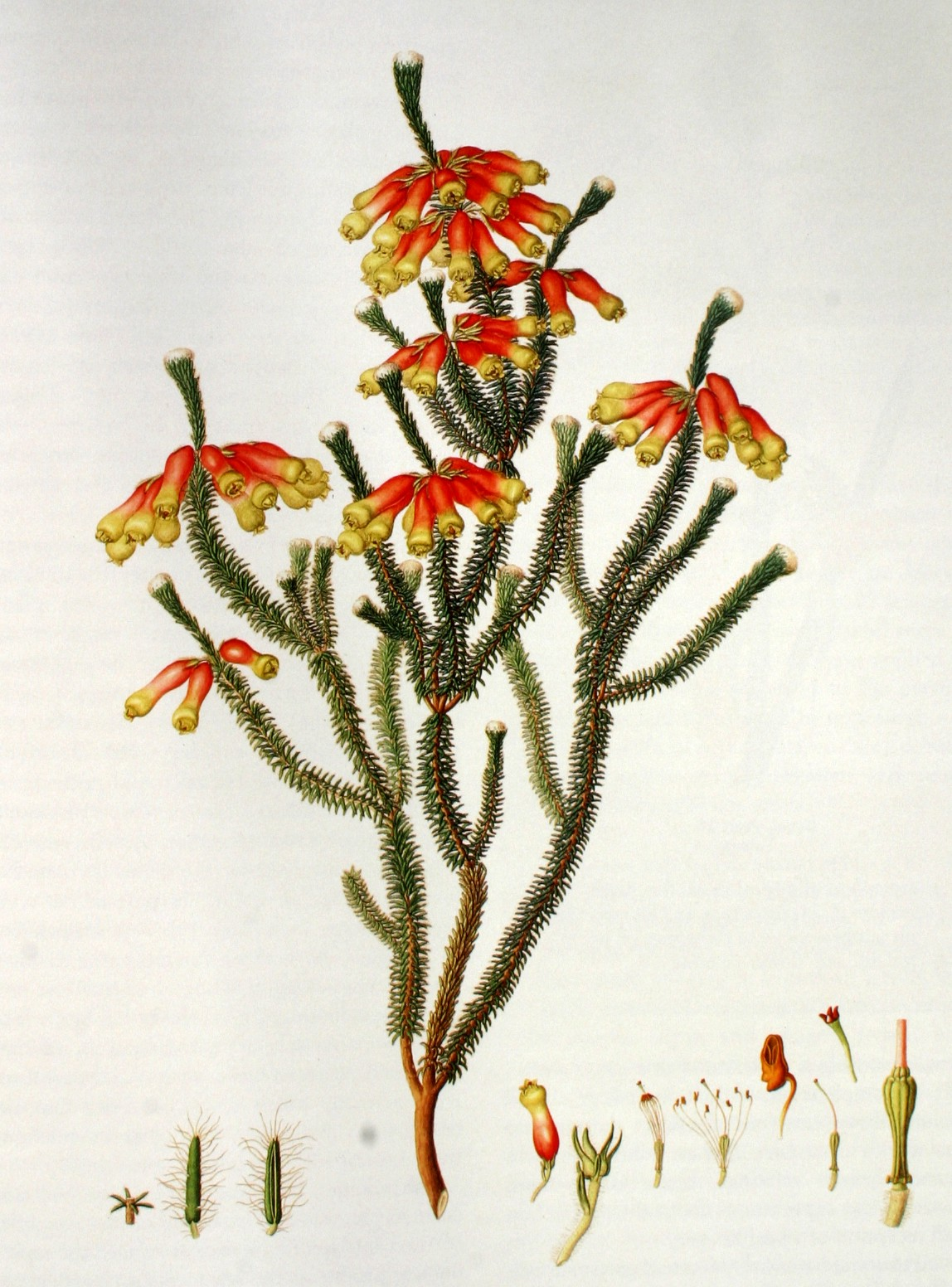
Ботаническая иллюстрация Франца Бауэра

## Общая информация
Представители семейства растут на кислых почвах, щелочных же почв, как правило, не переносят. Эта особенность связана с тем, что почти для всех вересковых характерен симбиоз с грибами в форме микоризы: корни растений оплетены грибными нитями — растения получают от грибов вещества из перегноя, грибы же получают взамен вещества, вырабатываемые растениями, при этом грибам для нормального развития требуется именно кислая среда.
Среди представителей семейства наиболее известны виды со съедобными ягодами из рода Вакциниум (брусника, голубика, клюква, черника), а также садовые декоративные растения: вереск, кальмия, пиерис, подбел, рододендрон, эрика.
Особое место среди вересковых занимают два наиболее обширных рода — Рододендрон и Эрика, каждый из которых объединяет более восьмисот видов. Ещё один обширный род — Вакциниум (более четырёхсот видов). Суммарное число видов в этих трёх родах составляет более половины от общего числа видов в семействе.
Вересковые наиболее близки к семействам Актинидиевые и Чайные. С последними вересковые особенно сходны по морфологии вегетативных органов и анатомическим особенностям древесины; кроме того, у некоторых представителей чайных, как и у большинства вересковых, лепестки срастаются при основании, а пыльники вскрываются короткими щелями.

## Экология
Наилучшее развитие вересковых наблюдается в местах с кислыми почвами и достаточным количеством влаги. В таких условиях растения нередко образуют сплошные заросли: примером могут служить вересковые пустоши в равнинах Европы, клюква и голубика на сфагновых болотах, черника в субальпийском поясе Карпат, виды рододендрона в широколиственных лесах Западного Кавказа.

## Ботаническое описание
Вересковые — большей частью полукустарники, кустарнички и кустарники, иногда — небольшие деревья, иногда — многолетние травы (среди которые встречаются и сапрофиты). Изредка встречаются эпифиты (например, некоторые виды вакциниума).
Листья обычно очерёдные, реже супротивные или мутовчатые, цельные, лишённые прилистников. Могут быть трёх типов:
- плоские, относительно широкие, кожистые (например, у представителей родов вакциниум, рододендрон, подбел);
- заострённые, игольчатые (как у водяники);
- мелкие, линейные, с бороздкой на нижней стороне, в которой расположены устьица (вереск, эрика и др.)[3].

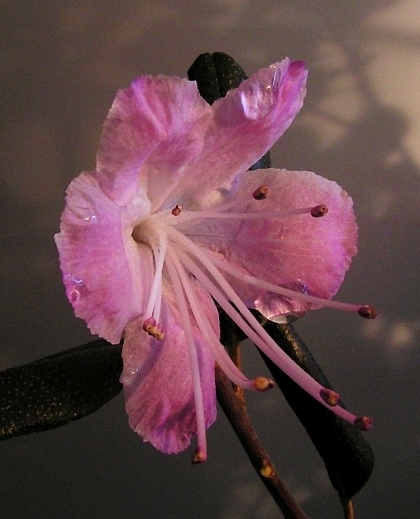
Цветок рододендрон Ледебура|рододендрона Ледебура (Rhododendron ledebourii)

Листья последнего типа присущи растениям из семейства Вересковые с так называемым «эрикоидным обликом» (по названию эрики, типового рода семейства), суть которого — в деревянистых побегах, покрытых мелкими кожистыми листьями (такой облик присущ и некоторым растениям, не относящимся к этому семейству).

Vaccinium sp.: диаграмма цветка

Листья вересковых, как правило, приспособлены к уменьшению потери воды и поэтому часто покрыты мощной кутикулой, волосками, имеют подвёрнутый край и погружённые устьица. У болотных вересковых такое строение листьев, по последним данным, объясняется реакцией на недостаток азотистых соединений.
Цветки обычно обоеполые, но встречаются также и раздельнонополые.
Цветки у большинства представителей семейства актиноморфные (то есть через них можно провести несколько плоскостей симметрии), но встречаются исключения: к примеру, среди рододендронов нередки виды с зигоморфными цветками (то есть через них можно провести только одну плоскость симметрии).
Соцветия могут быть кистевидными, зонтиковидными или щитковидными.
Околоцветник двойной; наиболее распространён пятичленный план цветка, но встречаются также виды с двух-, трёх-, четырёх- и семичленными цветками. Чашечка обычно сростнолистная, но встречаются виды и с раздельнолистной чашечкой; чашечка нередко остаётся при плодах. Венчик обычно спайнолепестный, реже раздельнолепестный, с четырьмя или пятью лепестками. Тычинки и лепестки прикреплены к подпестичному нектарному диску. Тычинок обычно десять, в двух кругах, при этом тычинки в наружнем круге противостоят чашелистикам. Тычинки свободны, редко внизу срастаются с венчиком. Оба круга тычинок развиваются одинаково. Тычинки, как правило, снабжены придатками-рычагами, способствующими опылению насекомыми. Пыльники вересковых вскрываются порами; у пыльников обычно имеются придатки в виде рожек. Пыльники обращены внутрь, прикреплены основанием или ниже середины, с растрескивающимися свободными половинками, реже приросшие всей длиной и раскрывающееся на верхушке дырочками или косыми щелями.
Завязь 4—5-гнёздная, реже 2—3-гнёздная, у большинства видов верхняя, у некоторых — нижняя (например, у представителей рода Вакциниум), обычно из пяти плодолистиков (их число может составлять от четырёх до десяти). Семязачатки — с двумя интегументами. Число семязачатков различно. Семязачатки могут быть как анатропными, так и кампилотропными. Столбик простой, выходит из выемки в верхушке завязи, длинный, с цельным или слабо лопастным рыльцем. Плацентация — центрально-угловая.
Плоды разнообразного типа: ягоды, костянки, многосемянные коробочки. Семена мелкие, с обильным эндоспермом и цилиндрическим, часто очень маленьким зародышем. Эндотеций у подавляющего большинства представителей семейства отсутствует, а в случаях, когда он имеется, развит слабо (хорошо развит эндотеций лишь у растений родов Энкиантус и Бежария).

## Вересковые на территории России
Большинство вересковых на территории России — кустарнички: это представители родов Вакциниум, Вереск, Водяника, Зимолюбка, Кассиопея, Подбел, Толокнянка. Флора России включает несколько видов кустарников обширного рода Рододендрон, в том числе и виды, которые ранее выделяли в род Багульник. Роды, которые ранее относили к семейству Грушанковые (Pyrolaceae), представлены многолетними травами: Грушанка, Одноцветка, Ортилия.
На черноморском побережье Кавказа можно встретить единственное дерево из семейства Вересковые на территории России: представителя рода Земляничное дерево Arbutus andrachne — Арбутус мелкоплодный, или Земляничник красный.

## Химический состав
Листья вересковых нередко содержат эфирные масла, из-за этого обладают своеобразным запахом. Это относится, к примеру, к растениям из рода Рододендрон — особенно к тем, которые ранее относили к роду Багульник.
Многие виды вересковых содержат гликозид андромедотоксин, который может стать причиной существенного снижения у человека кровяного давления, головокружения, рвоты и диареи.
Растения из рода Гаультерия содержат метилсалицилат, сходный по действию с аспирином.
Некоторые виды (к примеру, из родов Вакциниум и Рододендрон) содержат дубильные вещества.

## Хозяйственное значение и применение

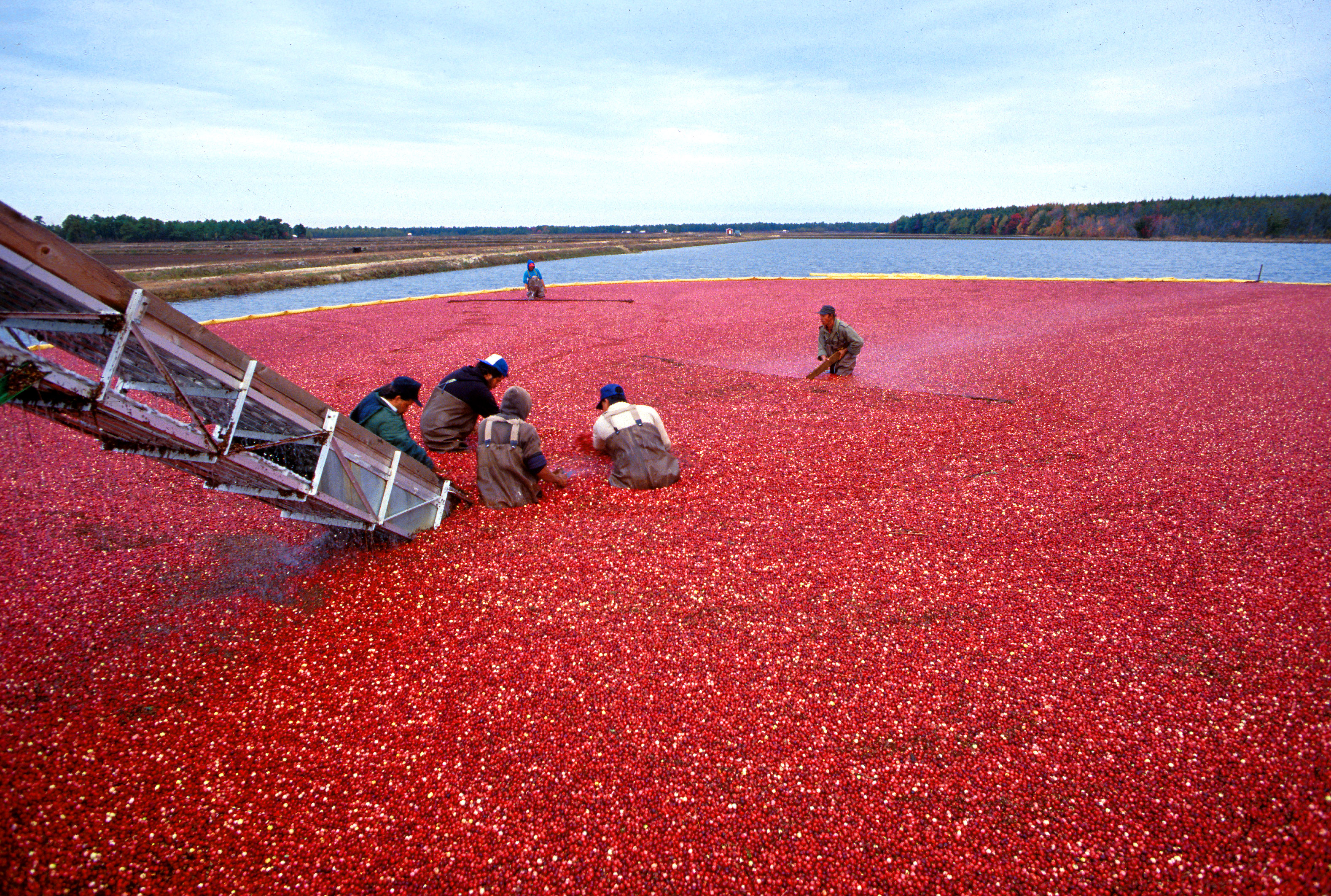
Сбор клюквы на плантации в штате Нью-Джерси, США

Среди вересковых хозяйственное значение имеют только некоторые виды из рода Вакциниум со съедобными плодами: брусника, голубика обыкновенная, клюква крупноплодная, клюква обыкновенная и черника обыкновенная. Ягоды этих растений съедобны как в сыром, так и в переработанном виде; из них готовят варенье, джем, сироп, вино. Некоторые виды (бруснику, клюкву обыкновенную и клюкву крупноплодную) выращивают в промышленном масштабе на специальных плантациях. Вереск используют в производстве верескового эля — традиционного шотландского крепкого пива.
Традиционное использование вересковых связано с лекарственными свойствами некоторых видов. Листья и побеги брусники применяются как дезинфицирующее и диуретическое средство в научной медицине. Суп, отвар или кисель из сушёных ягод черники помогает от поноса. Плоды клюквы богаты витамином С, используются как противоцинготное средство, при простудных заболеваниях, ревматизме, ангине, авитаминозах. Ягоды и сок голубики — диетический продукт, усиливающий обмен веществ и действие сахаропонижающих препаратов. Чай из листьев толокнянки способствует выведению из организма мочи и часто применяется как народное средство во время заболеваний мочевого пузыря (например, при цистите), облегчающее болевые ощущения.
Некоторые вересковые — черника, брусника и особенно вереск — хорошие медоносы.
Древесину эрики древовидной (бриар) используют для изготовления курительных трубок.
Представители примерно двадцати родов используются в качестве декоративных растений: их ценят и за красивые цветки, и за декоративную окраску листвы. Наиболее широко распространены в садоводстве сорта рододендрона, а также вереска, пиериса, подбела и эрики. Поскольку имеются очень морозостойкие виды декоративных вересковых, вересковый сад можно организовать в регионах практически с любым, даже с весьма холодным, климатом. Низкорослые кустарнички из семейства Вересковые выращивают в рокариях.
Ягоды черники, содержащие значительные количества антоциана, используют как фиолетовый растительный краситель. В Шотландии, в культуре которой вереск занимает особое почётное место, из его листьев производили жёлтый краситель для знаменитой шотландки, из которой шили пледы и килты — национальную одежду шотландцев.
Плоды многих вересковых — корм многих лесных и болотных зверей и птиц.
Стебли и листья некоторых вересковых (брусника, голубика, толокнянка, багульник, а также рододендроны) применяются для дубления и окраски кож.
Ядовитые вересковые (рододендроны, багульник) имеют инсектицидное значение.

## Классификация

### Таксономия
- Ericaceae  Juss., 1789, Gen. Pl. 159—160. 1789[9]

В более ранних классификациях семейство понималось в достаточно узком объёме, но по результатам генетических исследований, проведённых в начале XXI века участниками группы APG и другими исследователями, к вересковым были отнесены роды, до этого выделявшиеся в самостоятельные семейства Водяниковые (Empetraceae), Эпакрисовые (Epacridaceae), Подъельниковые, или Вертляницевые (Monotropaceae), Прионотесовые (Prionotaceae) и Грушанковые (Pyrolaceae). В новой системе семейства Ericaceae, предложенной в 2002 году К. А. Крон с соавторами в соответствии с данными молекулярно-филогенетических исследований, было выделено 8 подсемейств: Enkianthoideae, Arbutoideae, Monotropoideae, Harrimanelloideae, Styphelioideae, Vaccinioideae, Cassiopoideae и Ericoideae.

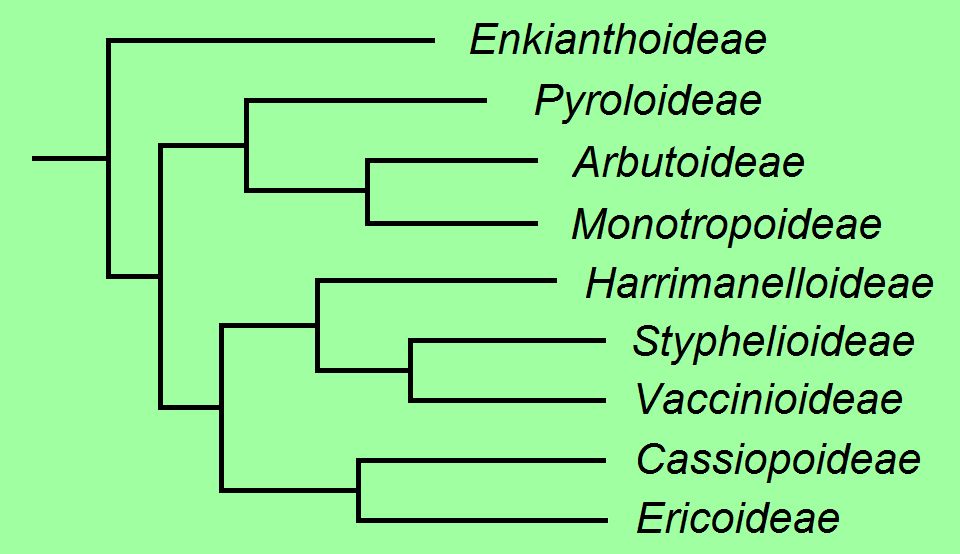
Кладограмма, отражающая филогенетические связи подсемейств семейства Ericaceae

Позднейшие исследования, уточнившие филогению Вересковых, выявили, что подсемейство Monotropoideae в том объёме, в котором оно принималось в работе К. А. Крон и соавторов, оказалось парафилетическим (в него было вложено подсемейство Arbutoideae). Для устранения парафилии было предложено выделить трибу Pyroleae подсемейства Monotropoideae в отдельное подсемейство Pyroloideae; заметим, что именно такая трактовка этого таксона была принята в системе цветковых растений А. Л. Тахтаджяна (1987).
Приводимая справа кладограмма отражает современные представления о филогенетических связях девяти подсемейств семейства Ericaceae. По оценкам, полученным палеоботаниками, распад семейства Ericaceae на отдельные ветви начался примерно 90 млн лет тому назад.
Семейство Вересковые включается в порядок Верескоцветные (Ericales) последовательно входящий в клады Астериды → Суперастериды → Эвдикоты → Цветковые растения. Таксономическая схема в соответствии с Системой APG IV по состоянию на декабрь 2023 года:
|  |                          |  |                                   |                        |                      |  | еще 21 семейство |           |  |            |
|  |                          |  |                                   |                        |                      |  |                  |           |  |            |
|  |                          |  |                                   | порядок Верескоцветные |                      |  |                  |           |  |            |
|  |                          |  |                                   |                        |                      |  |                  |           |  | 5 502 вида |
|  | клада Цветковые растения |  |                                   |                        | семейство Вересковые |  |                  | 126 родов |  |            |
|  | клада Цветковые растения |  |                                   |                        |                      |  |                  | 126 родов |  |            |
|  |                          |  | ещё 63 порядка цветковых растений |                        |                      |  |                  |           |  |            |
|  |                          |  |                                   |                        |                      |  |                  |           |  |            |

### Роды
Список родов, входящих в семейство Вересковые (Ericaceae), состоит из 139 элементов. Он составлен по данным сайтов Angiosperm Phylogeny Website и Germplasm Resources Information Network (GRIN).
- Возможна прямая и обратная сортировка по всем колонкам.
- В конце последней колонки приведена ссылка на персональную страницу таксона на сайте GRIN.
- При сортировке научных названий родов знак гибридного происхождения (×) не учитывается.

| Научное название                                                             | Русское название, дополнительная информация |
| ---------------------------------------------------------------------------- | --- |
| Acrostemon Klotzsch = Erica L.                                               | Акростемон — 11 видов () |
| Acrotriche R.Br.                                                             | Акротрихе. Невысокие кустарники из Австралии. |
| Agapetes D.Don ex G.Don                                                      | Агапетес. Вечнозелёные кустарники, распространённые в Азии и Австралии. |
| Agarista D.Don ex G.Don                                                      | Агариста. Род, выделенный из рода Леукотоэ (Leucothoë). Вечнозелёные кустарники из Южной Америки; несколько видов встречаются также в США и на острове Маврикий. |
| Agauria (DC.) Hook.f. = Agarista D.Don ex G.Don                              | Агаурия — 3 вида () |
| Allotropa Torr. & A.Gray                                                     | Аллотропа. Бесхролофилльное растение из лиственных лесов тихоокеанского побережья Северной Америки; большую часть времени растение находится под землёй. |
| Ampelothamnus Small = Pieris D.Don                                           | Ампелотамнус |
| Andersonia R.Br.                                                             | Андерсония. Кустарники с красными цветками из Новой Зеландии, Тасмании, Австралии, Новой Гвинеи, Юго-Восточной Азии. |
| Andresia Sleumer = Cheilotheca Hook.f.                                       | Андрезия |
| Andromeda L.                                                                 | Подбел. Вечнозелёные кустарнички, распространённые в регионах с холодным и умеренным климатом по всему Северному полушарию. |
| Androstoma Hook.f.                                                           | Андростома. Монотипный род из Новой Зеландии, очень близкий к роду Cyathodes. |
| Aniserica N.E.Br. = Erica L.                                                 | яяя |
| Anomalanthus Klotzsch = Erica L.                                             | яяя |
| Anthopteropsis A.C.Sm.                                                       | яяя |
| Anthopterus Hook.                                                            | яяя |
| Arachnocalyx Compton = Erica L.                                              | яяя |
| Arbutus L.                                                                   | Земляничное дерево, или Земляничник, или Арбутус. Вечнозелёные деревья из Средиземноморья, с Канарских островов, из Мексики и США. Некоторые растения достигают высоты 30 м. |
| Archeria Hook.f.                                                             | Архерия. Вечнозелёные кустарники. Эндемичный тасманийский род. |
| Arcterica Coville                                                            | Арктерика. Стелющиеся вечнозелёные кустарнички, встречаются на российском Дальнем Востоке и в Японии. Иногда этот таксон рассматривают как подрод рода Пиерис: Pieris subgen. Arcterica (Cov.) Judd |
| Arctostaphylos Adans.                                                        | Толокнянка. Кустарники и кустарнички, в том числе стелющиеся; изредка — деревья. Растения широко распространены в Северном полушарии в регионах с прохладным климатом, а также в Мексике и Калифорнии. Особенность некоторых калифорнийских видов — способность выживать после пожаров.                                                                       |
| Arctous (A.Gray) Nied.                                                       | Арктоус |
| Ardisia Gaertn. = Styphelia Sol. ex Sm.                                      | яяя |
| Astroloma R.Br.                                                              | Астролома. Большинство видов является эндемиками Австралии. |
| Azalea L. = Rhododendron L.                                                  | Азалия. Сейчас таксон Azalea рассматривается как подрод рода Rhododendron L.. |
| Befaria Mutis ex L., orth. var. = Bejaria Mutis                              | яяя |
| Bejaria Mutis                                                                | Бежария. Южноамериканский род, похожий на Рододендрон; за красивые цветки бежарию называют «розой Анд». |
| Blaeria L. = Erica L.                                                        | яяя |
| Boretta Neck. ex Baill. = Daboecia D.Don                                     | яяя |
| Botryostege Stapf = Elliottia Muhl. ex Elliott                               | яяя |
| Brachyloma Sond.                                                             | яяя |
| Brossaea L. = Gaultheria L.                                                  | яяя |
| Brossea Kuntze, orth. var. = Gaultheria L.                                   | яяя |
| Bruckenthalia Rchb. = Erica L.                                               | Брукенталия |
| Bryanthus J.G.Gmel.                                                          | Бриантус |
| Budawangia I.Telford                                                         | яяя |
| Calluna Salisb.                                                              | Вереск. Красивоцветущие кустарнички высотой обычно не более полуметра, распространённые в северной Европе. Растение активно используется в декоративном садоводстве. |
| Calopteryx A.C.Sm.                                                           | яяя |
| Cassandra D.Don = Chamaedaphne Moench                                        | Кассандра |
| Cassiope D.Don                                                               | Кассиопея. Низкорослые (нередко карликовых) вечнозелёные кустарнички; растут в регионах с арктическим и альпийским климатом Северного полушария, в том числе в Гималаях. |
| Cavendishia Lindl.                                                           | Кавендишия. Южноамериканские горные растения, цветками похожие на эрику. Некоторые виды — эпифиты. |
| Ceratiola Michx.                                                             | Цератиола. Монотипный вид невысоких кустарников с хвоеподобными листьями. Встречается на песчаных побережьях юго-востока США. |
| Ceratostema Juss.                                                            | яяя |
| Chamaedaphne Moench                                                          | Хамедафне. Вечнозелёный ветвистый кустарник высотой до 1 м, широко распространённый в Евразии и Северной Америке от Арктики до лесной зоны. |
| Cheilotheca Hook.f.                                                          | яяя |
| Chimaphila Pursh                                                             | Зимолюбка. Многолетники высотой до 20 см из регионов с холодным и умеренным климатом Северного полушария |
| Chiogenes Salisb. ex Torr. = Gaultheria L.                                   | яяя |
| Chlorocodon (DC.) Fourr. = Erica L.                                          | яяя |
| Choristemon H.B.Will.                                                        | яяя |
| Cladothamnus Bong. = Elliottia Muhl. ex Elliott                              | Кладотамнус |
| Coccosperma Klotzsch = Erica L.                                              | яяя |
| Codonostigma Klotzsch ex Benth. = Erica L.                                   | яяя |
| Coilostigma Klotzsch = Erica L.                                              | яяя |
| Coleanthera Stschegl.                                                        | яяя |
| Comarostaphylis Zucc.                                                        | яяя |
| Conostephium Benth.                                                          | яяя |
| Corallobotrys Hook.f. = Agapetes D.Don ex G.Don                              | яяя |
| Corema D.Don                                                                 | Корема. Невысокие кустарники с хвоеподобными листьями и светлыми мелкими сферическими плодами. Встречаются в США, Канаде, на Азорских и Канарских островах, в Португалии и Испании. |
| Cosmelia R.Br.                                                               | яяя |
| Costera J.J.Sm.                                                              | яяя |
| Craibiodendron W.W.Sm.                                                       | яяя |
| Croninia J.M.Powell                                                          | яяя |
| Cyathodes Labill.                                                            | яяя |
| Cyathopsis Brongn. & Gris                                                    | яяя |
| Daboecia D.Don                                                               | Дабеция. Род, нередко объединяемый с родом Эрика. Вечнозелёные низкорослые мелколистные кустарники, растущие вдоль атлантического побережья Франции и Ирландии, а также на Азорских островах. |
| Decamerium Nutt. = Gaylussacia Kunth                                         | яяя |
| Decaspora R.Br. = Trochocarpa R.Br.                                          | яяя |
| Decatoca F.Muell.                                                            | яяя |
| Demosthenesia A.C.Sm.                                                        | яяя |
| Dendrium Desv. = Kalmia L.                                                   | Дендриум |
| Desmogyne King & Prain = Agapetes D.Don ex G.Don                             | яяя |
| Desmothamnus Small = Lyonia Nutt.                                            | яяя |
| Didonica Luteyn & Wilbur                                                     | яяя |
| Dimorphanthera (F.Muell. ex Drude) F.Muell.                                  | яяя |
| Diogenesia Sleumer                                                           | Диогенезия |
| Diplarche Hook.f. & Thomson                                                  | яяя |
| Diplycosia Blume                                                             | Дипликосия |
| Disterigma (Klotzsch) Nied.                                                  | яяя |
| Dracophyllum Labill.                                                         | Змеелистник, или Дракофиллум. Кустарники или деревья, иногда подушкообразные растения. Распространены в Австралии, на Тасмании, в Новой Зеландии. Листья змеелистника очень похожи на листья однодольных растений. |
| Eleutherostemon Herzog = Diogenesia Sleumer                                  | яяя |
| Elliottia Muhl. ex Elliott                                                   | Эллиоттия |
| Empedoclesia Sleumer = Orthaea Klotzsch                                      | яяя |
| Empetrum L.                                                                  | Водяника. Вечнозелёные низкорослые стелющиеся кустарнички с листьями, похожими на хвоинки, и невзрачными цветками; широко распространены в Северном полушарии, встречаются в Южной Америке, в том числе в Андах. |
| Englerodoxa Hoerold = Ceratostema Juss.                                      | яяя |
| Enkianthus Lour.                                                             | Энкиантус. Листопадные или вечнозелёные кустарники из Восточной Азии высотой до 3,5 м с мелкими колокольчатыми цветками. |
| Epacris Cav.                                                                 | Эпакрис. Около 40 видов верескоподобных кустарников из Австралии, Новой Зеландии и Новой Каледонии. |
| Epigaea L.                                                                   | Эпигея |
| Eremia D.Don                                                                 | Эремия. Иногда этот род включают в состав рода Erica L. |
| Eremiella Compton = Erica L.                                                 | яяя |
| Eremiopsis N.E.Br. = Erica L.                                                | яяя |
| Eremotropa Andres = Monotropastrum Andres                                    | яяя |
| Erica L.typus                                                                | Эрика. Обширный род вечнозелёных кустарников с мелкими листьями. Большинство видов — из Южной Африки, но многие виды распространены и в других регионах Африки, а также в Европе и Азии. Многие виды — декоративные растения. |
| Ericinella Klotzsch = Erica L.                                               | яяя |
| Eubotrys Nutt.                                                               | яяя |
| Eurygania Klotzsch = Thibaudia Ruiz & Pav. ex J.St.-Hil.                     | яяя |
| Findlaya Hook.f. = Orthaea Klotzsch                                          | яяя |
| ×Gaulnettya Marchant = [Gaultheria L. × Pernettya Gaudich.]                  | яяя |
| Gaultheria L.                                                                | Гаультерия, или Готьерия, или Гольтерия. Вечнозелёные кустарники и кустарнички высотой от 15 см до 3 м, распространённые практически по всей планете в регионах с влажным умеренным климатом. |
| ×Gaulthettya Camp = ×Gaulnettya Marchant                                     | яяя |
| Gaylussacia Kunth                                                            | Гейлюссакия |
| Gonocalyx Planch. & Linden                                                   | Гонокаликс |
| Grisebachia Klotzsch = Erica L.                                              | Гризебахия |
| Harrimanella Cov.                                                            | Гариманелла |
| Hemitomes A.Gray                                                             | яяя |
| Hexastemon Klotzsch = Erica L.                                               | яяя |
| Hornemannia Vahl = Vaccinium L.                                              | яяя |
| Hugeria Small = Vaccinium L.                                                 | яяя |
| Hymenanthes Blume = Rhododendron L.                                          | яяя |
| Hypopitys Hill = Monotropa L.                                                | Подъельник |
| Kalmia L.                                                                    | Кальмия, или Калмия. Североамериканские вечнозелёные кустарники высотой до 3,5 м с многочисленными очень красивыми цветками розового цвета. Все части растения сильно ядовиты. |
| Kalmiella Small = Kalmia L.                                                  | яяя |
| Kalmiopsis Rehder                                                            | Кальмиопсис. Кустарнички высотой до 30 см с розовыми цветками, похожими на цветки рододендрона; встречаются только в горах штата Орегон, США. |
| ×Kalmiothamnus Starling = [Kalmiopsis Rehder × Rhodothamnus Lindl. & Paxton] | яяя |
| Killipiella A.C.Sm. = Disterigma (Klotzsch) Nied.                            | яяя |
| Lagenocarpus Klotzsch = Erica L.                                             | яяя |
| Lateropora A.C.Sm. = Symphysia C.Presl                                       | яяя |
| Lebetanthus Endl.                                                            | яяя |
| Ledothamnus Meisn.                                                           | яяя |
| Ledum L. = Rhododendron L.                                                   | Багульник. По данным сайта GRIN виды из этого рода включены в род Rhododendron L. |
| Leiophyllum (Pers.) Elliott = Kalmia L.                                      | Лейофиллум. Вечнозелёные низкорослые стелющиеся кустарнички с востока США, похожие на миниатюрные азалии. Цветки крошечные, белые или бледно-розовые. По данным сайта GRIN единственный вид этого рода включён в род Kalmia L. |
| Leiophyllum (Pers.) R.Hedw. = Rhododendron L.                                | Лейофиллум |
| Leptecophylla C.M.Weiller                                                    | яяя |
| Lepterica N.E.Br. = Erica L.                                                 | яяя |
| Leucopogon R.Br.                                                             | яяя |
| Leucothoë D.Don                                                              | Леукотоэ. Небольшие вечнозелёные или листопадные кустарники, похожие на Пиерис. Распространены в Южной Америке и севернее, до юга США, а также в Восточной Азии и на Мадагаскаре. |
| Lissanthe R.Br.                                                              | яяя |
| Loiseleuria Desv.                                                            | Луазелерия |
| Lyonia Nutt.                                                                 | Лиония. Листопадные или вечнозелёные кустарники, иногда небольшие деревья. Распространены в Восточной Азии, Северной Америке, а также на востоке США и на Карибских островах; похожи на представителей рода Пиерис (Pieris). |
| Lysiclesia A.C.Sm. = Orthaea Klotzsch                                        | яяя |
| Lysinema R.Br.                                                               | яяя |
| Macleania Hook.                                                              | Маклиния. Вечнозелёные кустарники с поникающими ветвями. Распространены в Центральной и Южной Америке. Цветки трубчатые, оранжевые или красные. |
| Macnabia Benth.                                                              | Макнабия |
| Malea Lundell                                                                | яяя |
| Meisteria Siebold & Zucc. = Enkianthus Lour.                                 | яяя |
| Melichrus R.Br.                                                              | яяя |
| Menziesia Sm.                                                                | Мензизия, или Менцизия. Листопадные кустарники высотой до 2,5 м из районов с умеренным и холодным климатом Восточной Азии и Северной Америки. Окраска цветков — от розовой до тёмно-красной. Иногда этот род включают в род Рододендрон. |
| Mitrastylus Alm & T.C.E.Fr.                                                  | яяя |
| Moneses Salisb. ex Gray                                                      | Одноцветка. Многолетние травянистые растения высотой около 20 см, распространённые в Северного полушарии. Цветки одниночные. Первые годы жизни одноцветка растёт под землёй. |
| Monotoca R.Br.                                                               | яяя |
| Monotropa L.                                                                 | Подъельник, или Вертляница. Бесхролофилльное растение, живущее под землёй в хвойных лесах Северного полушария; из-под земли появляются лишь цветки. Подъельник живёт в симбиозе не только с микроскопическими грибами, но и, посредством этих грибов, с окружающими деревьями.                                                                                |
| Monotropanthum Andres = Monotropastrum Andres                                | яяя |
| Monotropastrum Andres                                                        | Вертляницевидка |
| Monotropsis Schwein. ex Elliott                                              | Монотропсис |
| Mycerinus A.C.Sm.                                                            | яяя |
| Nabea Lehm. ex Klotzsch = Erica L.                                           | яяя |
| Nagelocarpus Bullock = Erica L.                                              | яяя |
| Needhamia R.Br. = Needhamiella L.Watson                                      | яяя |
| Needhamiella L.Watson                                                        | яяя |
| Neojunghuhnia Koord. = Vaccinium L.                                          | яяя |
| Neopieris Britton = Lyonia Nutt.                                             | яяя |
| Newberrya Torr. = Hemitomes A.Gray                                           | яяя |
| Notopora Hook.f.                                                             | яяя |
| Nuihonia Dop = Craibiodendron W.W.Sm.                                        | яяя |
| Oligarrhena R.Br.                                                            | яяя |
| Oreanthes Benth.                                                             | яяя |
| Oreocallis Small = Leucothoë D.Don                                           | яяя |
| Ornithostaphylos Small                                                       | яяя |
| Orphanidesia Boiss. & Balansa = Epigaea L.                                   | Орфанидезия |
| Orthaea Klotzsch                                                             | яяя |
| Orthilia Raf.                                                                | Ортилия. Многолетние травянистые растения высотой до 25 см, распространены в Северного полушарии; цветки зеленовато-белые. |
| Oxycoccus Hill = Vaccinium L.                                                | Клюква |
| Oxydendrum DC.                                                               | Оксидендрум. Листопадные деревья высотой до 12 м с востока США. Цветки белые, мелкие, колокольчатые, пахучие. Своё название род получил за кислый вкус листьев. |
| Paphia Seem. = Agapetes D.Don ex G.Don                                       | яяя |
| Pellegrinia Sleumer                                                          | Пеллегриния |
| Pentachondra R.Br.                                                           | Пентахондра |
| Pentapera Klotzsch = Erica L.                                                | яяя |
| Pentapterygium Klotzsch = Agapetes D.Don ex G.Don                            | яяя |
| Periclesia A.C.Sm. = Ceratostema Juss.                                       | яяя |
| Pernettya Gaudich.                                                           | Пернеттия |
| Pernettyopsis King & Gamble                                                  | яяя |
| Philippia Klotzsch = Erica L.                                                | яяя |
| ×Phylliopsis Cullen & R.Lancaster =[Phyllodoce Salisb. × Kalmiopsis Rehder]  | Филлиопсис. Карликовые вечнозелёные кустарнички с мелкими колокольчатыми красно-пурпурными цветками. Этот гибридный род отличается очень хорошей морозоустойчивостью. |
| Phyllodoce Salisb.                                                           | Филлодоце. Вечнозелёные кустарнички высотой до 30 см, похожие на вереск. Распространены в горах Северного полушария, в Арктике. |
| Phyllothamnus C.K.Schneid.                                                   | Филлотамнус |
| Pieris D.Don                                                                 | Пиерис. Вечнозелёные красивоцветущие кустарники или небольшие деревья из Азии и Северной Америки. Растение широко используется в декоративном садоводстве. |
| Pityopus Small                                                               | яяя |
| Planocarpa C.M.Weiller                                                       | яяя |
| Platycalyx N.E.Br. = Erica L.                                                | яяя |
| Pleuricospora A.Gray                                                         | яяя |
| Plutarchia A.C.Sm.                                                           | Плутархия |
| Polyboea Klotzsch = Cavendishia Lindl.                                       | яяя |
| Polyclita A.C.Sm.                                                            | яяя |
| Prionotes R.Br.                                                              | Прионотес. Вечнозелёные стелющиеся кустарники с ярко-малиновыми цветками; род — эндемик Тасмании. |
| Proclesia Klotzsch = Cavendishia Lindl.                                      | яяя |
| Psammisia Klotzsch                                                           | яяя |
| Pseudogonocalyx Bisse & R.Berazaín                                           | яяя |
| Pterospora Nutt.                                                             | Птероспора |
| Pyrola L.                                                                    | Грушанка. Многолетние травянистые растения высотой около 30 см, распространённые в Северного полушарии. |
| Ramischia Opiz ex Garcke = Orthilia Raf.                                     | яяя |
| Rhododendron L.                                                              | Рододендрон. Обширный род, объединяющий около восьмисот видов вечнозелёных, полулистопадных и листопадных кустарников и деревьев, распространённых главным образом в Северном полушарии, особенно в Южном Китае, Гималаях, Японии, Юго-Восточной Азии, а также в Северной Америке. Цветки могут быть как крохотными, так и крупными (более 20 см в диаметре). |
| Rhodora L. = Rhododendron L.                                                 | яяя |
| Rhodothamnus Lindl. & Paxton = Rhododendron L.                               | Родотамнус |
| Rhodothamnus Rchb.                                                           | Родотамнус |
| Richea R.Br.                                                                 | Ричея. Растения, распространённые на юго-востоке Австралии и на Тасмании. |
| Rigiolepis Hook.f. = Vaccinium L.                                            | яяя |
| Rupicola Maiden & Betche                                                     | яяя |
| Rusbya Britton                                                               | яяя |
| Salaxis Salisb. = Erica L.                                                   | яяя |
| Sarcodes Torr.                                                               | Саркодес |
| Satyria Klotzsch                                                             | яяя |
| Schizococcus Eastw. = Arctostaphylos Adans.                                  | яяя |
| Schweinitzia Elliott ex Nutt. = Monotropsis Schwein. ex Elliott              | яяя |
| Scyphogyne Decne. = Erica L.                                                 | яяя |
| Semiramisia Klotzsch                                                         | Семирамизия |
| Simocheilus Klotzsch = Erica L.                                              | яяя |
| Siphonandra Klotzsch                                                         | яяя |
| Siphonostema Griseb. = Ceratostema Juss.                                     | яяя |
| Socratesia Klotzsch = Cavendishia Lindl.                                     | яяя |
| Sophoclesia Klotzsch = Sphyrospermum Poepp. & Endl.                          | яяя |
| Sphenotoma (R.Br.) Sweet                                                     | Сфенотома. Растения из Западной Австралии, близкие к родам Ричея и Змеелистник. |
| Sphyrospermum Poepp. & Endl.                                                 | яяя |
| Sprengelia Sm.                                                               | яяя |
| Stokoeanthus E.G.H.Oliv. = Erica L.                                          | яяя |
| Styphelia Sol. ex Sm.                                                        | Стифелия |
| Symphysia C.Presl                                                            | Симфизия |
| Sympieza Licht. ex Roem. & Schult. = Erica L.                                | Симпиеза |
| Syndesmanthus Klotzsch = Erica L.                                            | яяя |
| Tepuia Camp                                                                  | яяя |
| Thamnus Klotzsch = Erica L.                                                  | яяя |
| Themistoclesia Klotzsch                                                      | яяя |
| Therorhodion (Maxim.) Small                                                  | яяя |
| Thibaudia Ruiz & Pav. ex J.St.-Hil.                                          | Тибодия |
| Thoracosperma Klotzsch = Erica L.                                            | яяя |
| Tripetaleia Siebold & Zucc. = Elliottia Muhl. ex Elliott                     | яяя |
| Tritomodon Turcz. = Enkianthus Lour.                                         | яяя |
| Trochocarpa R.Br.                                                            | Трохокарпа. |
| Tsusiophyllum Maxim.                                                         | Тсусиофиллум. Полувечнозелёные кустарнички из Японии; высотой до 45 см, с мелкими листочками, с белыми колокольчатыми цветками. Ранее включался в род Рододендрон. |
| Utleya Wilbur & Luteyn                                                       | яяя |
| Vacciniopsis Rusby = Disterigma (Klotzsch) Nied.                             | яяя |
| Vaccinium L.                                                                 | Вакциниум. Кустарники, полукустарники, кустарнички, изредка деревья, лианы, широко распространённые в Северном полушарии; встречаются также в Южной Америке, в Африке, на Гавайях. Наиболее известные виды: Брусника, Голубика, Клюква, Черника. |
| Vireya Blume = Rhododendron L.                                               | яяя |
| Woollsia F.Muell.                                                            | яяя |
| Xolisma Raf. = Lyonia Nutt.                                                  | яяя |
| Xylococcus Nutt.                                                             | яяя |
| Zenobia D.Don                                                                | Зеновия. Листопадные красивоцветущие полувечнозелёные кустарники с юго-востока США. |

См. также этот список в более полном виде, с указанием подсемейств и триб: Роды семейства Вересковые.